# Круглое (Берёзовский район)
Круглое (бел. Круглае) — деревня в Берёзовском районе Брестской области Белоруссии. Входит в состав Берёзовского сельсовета.

## География
Деревня находится в центральной части Брестской области, на левом берегу реки Ясельды, при автодороге Н-127, на расстоянии приблизительно 1 километра (по прямой) к северо-востоку от города Берёза, административного центра района. Абсолютная высота — 144 метра над уровнем моря. Площадь населённого пункта — 0,1283 км².

## История
По состоянию на 1905 год, в Круглом проживало 75 человек. В административном отношении деревня входила в состав Березской волости Пружанского уезда Гродненской губернии.
Согласно Рижскому мирному договору (1921), деревня вошла в состав межвоенной Польши. Входила в состав гмины Берёза Картузская Пружанского повета Полесского воеводства Польши. В 1921 году числилось 67 жителей, проживавших в 12 домах. В этническом составе населения того периода поляки составляли 100 %. В конфессиональном составе населения преобладали православные христиане (54 %) и католики (46 %).
С 1939 года в БССР, с 1940 года деревня в составе Соколовского сельсовета.

## Население
По данным переписи 2019 года, в деревне проживало 8 человек.
| Год  | Население, человек |
| ---- | ------------------ |
| 1905 | 75                 |
| 1921 | ↘ 67               |
| 2009 | ↘ 19               |
| 2019 | ↘ 8                |